# رونالد ديفيز
رونالد ديفيز (بالإنجليزية: Ronald Davies)‏ هو قاضي ومحامي أمريكي، ولد في 11 ديسمبر 1904 في كروكستون في الولايات المتحدة، وتوفي في 18 أبريل 1996 في فارغو في الولايات المتحدة.